# چرمخا-ویش
چرمخا-ویش (به لهستانی:  Czeremcha-Wieś) یک روستا در لهستان است که در گمینا چرمخا واقع شده‌است.